# Magic: The Gathering (компьютерная игра)
Magic: The Gathering, также известная как Shandalar, — компьютерная игра, выпущенная MicroProse в апреле 1997 года. Основана на коллекционной карточной игре Magic: The Gathering.
Кроме оригинальной версии, были выпущены также дополнение Spells of the Ancients и улучшенная версия Duels of the Planeswalkers (не следует путать последнюю с игрой 2009 года).

## Игровой процесс
Игра построена на механике коллекционной карточной игры Magic: The Gathering. Каждый игрок имеет колоду карт, содержащую заклинания вызова войск и различных эффектов. Игроки ходят по очереди. Игра продолжается до тех пор, пока один из игроков не уменьшит количество жизней противника до нуля.
В игре доступно два режима: однопользовательская кампания и дуэль. В кампании игрок путешествует по изометрическому, случайно сгенерированному миру. В режиме дуэли игрок сражается с противником так же, как и в настольной версии.

## Разработка
Magic: The Gathering разрабатывалась в непростые для MicroProse времена. В тот момент они потеряли большое количество капитала из-за неудачных вложений. Ввиду этого, руководство компании назначило Сид Мейера управлять разработкой. Эта игра стала последней для него в MicroProse. Во время работы над ней он ушёл из MicroProse и основал свою студию Firaxis Games, но завершил проект до конца.

## Дополнения

### Spells of the Ancients
Это дополнение было выпущено 1 сентября 1997 года. Оно включает в себя улучшенный движок, интерфейс, а также улучшенный ИИ. Кроме этого были добавлены новые наборы карт.

### Duels of the Planeswalkers
Это улучшенная версия оригинальной игры. Выпущена 14 января 1998 года. Он включает оригинальную игру, все дополнения и 80 новых карт. Также, купившие оригинальную игру, получили право на эту версию со скидкой. Поскольку Duels of the Planeswalkers — улучшенная версия оригинальной игры, то она не требует её установки.

## Оценки
| Русскоязычные издания | Русскоязычные издания |
| Издание               | Оценка                |
| --------------------- | --------------------- |
| «Игромания»           | [ 3 ]                 |